# Mont Glacier
Mont Glacier (Frans voor "gletsjerberg") is een berg in de Grajische Alpen, in het Aostadal in het noordwesten van Italië. De berg heeft een hoogte van 3.185 m en ligt in het massief van de Gran Paradiso. Mont Glacier stijgt boven de gemeenten Champorcher en Champdepraz uit. 

## Beschrijving
Mont Glacier is het hoogste punt van de Champorchervallei en de Champdeprazvallei. Vanaf de berg is er een wijds panorama op de toppen van de Grajische en Penninische Alpen.
Vier bergruggen vertakken zich vanaf de top van de berg: één gaat richting het noorden en bereikt, langs de Pointe de Medzove, de Mont Iverta en de Mont de Raye Chevrère, de Mont Avic; een tweede gaat richting het westen en daalt af naar de berg Gran Rossa, Bocon Damon, de Tête des Hommes en La Torretta; de derde gaat richting het zuidoosten en bereikt de Mont Delà en, ten slotte, de laatste gaat richting het noordoosten en bereikt de Mont Rafrey.

## Beklimming

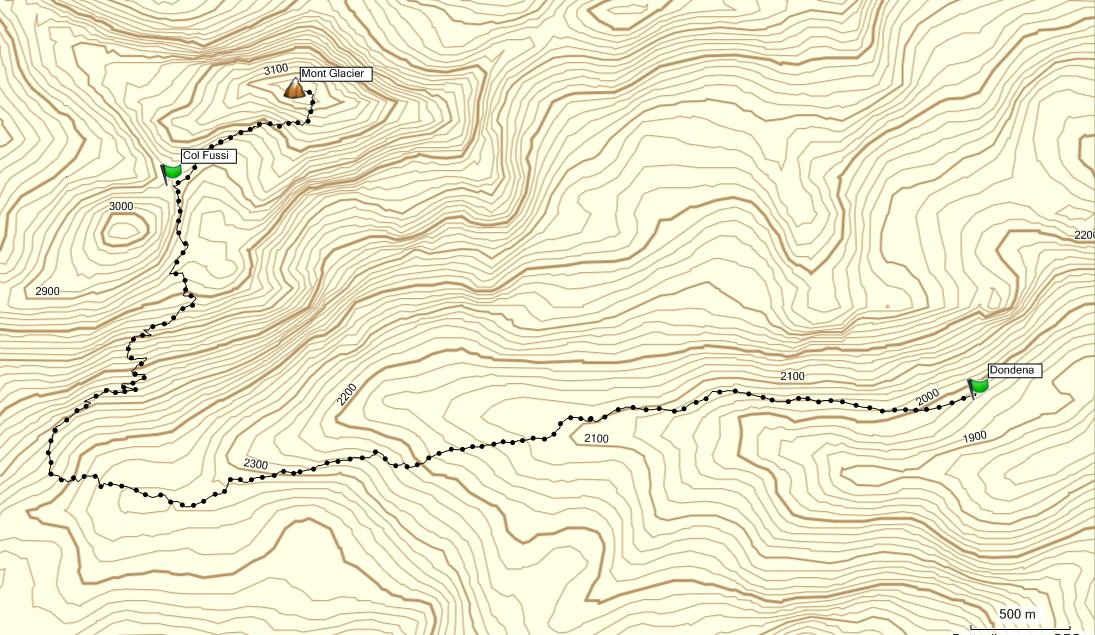
Grafische weergave van de beklimming.

De beklimming van de top levert geen bijzondere moeilijkheden op. De normale route begint bij het Dondénazbekken in de buurt van de Dondénazhut in de Champorchervallei en loopt langs het Lac Gelé en de Col Fussy (2.912 m). Bij Col Fussy gaat de route naar rechts (zuidhelling) en klimt vanaf de zuidoostelijke graat.